# تعويض مزدوج (فلم)
تعويض مزدوج (بالإنجليزية: Double Indemnity) هو فيلم جريمة تم إنتاجه في الولايات المتحدة وصدر في سنة 1944. الفيلم من إخراج بيلي وايلدر.

## بطولة
- باربارا ستانويك
- إدوارد روبنسون

## الميزانية والإيرادات
بلغت تكلفة إنتاج الفيلم حوالي 980,000 دولار بينما حقق أرباحا تقدر بـ 5,000,000 دولار.

### ترشيحات وجوائز
| السنة | الحدث  | الفئة     | النتيجة |
| ----- | ------ | --------- | ------- |
|       | أوسكار | أفضل فيلم | ترشـيـح |

## وصلات خارجية
- مقالات تستعمل روابط فنية بلا صلة مع ويكي بيانات